# Tafallia robusta
Tafallia robusta är en urinsektsart som först beskrevs av Scott 1961.  Tafallia robusta ingår i släktet Tafallia och familjen Hypogastruridae. Inga underarter finns listade i Catalogue of Life.